# Héctor Lavoe
Héctor Lavoe (født 30. september 1946, død 29. juni 1993) betragtes som en af de bedste salsasangere.[kilde mangler] Da han var syv år gammel døde hans mor, det første af mange hårde slag i hans liv. I 1988 forsøgte han at tage sit eget liv ved at springe ud fra 9. sal på Regency Hotel Condado i Puerto Rico, men han overlevede. I 1993 døde han af AIDS. Inden da nåede han at udgive en lang række plader, mange af dem skabt i samarbejde med Willie Colón.